# ハインリヒ・ゲオルク・スターマー

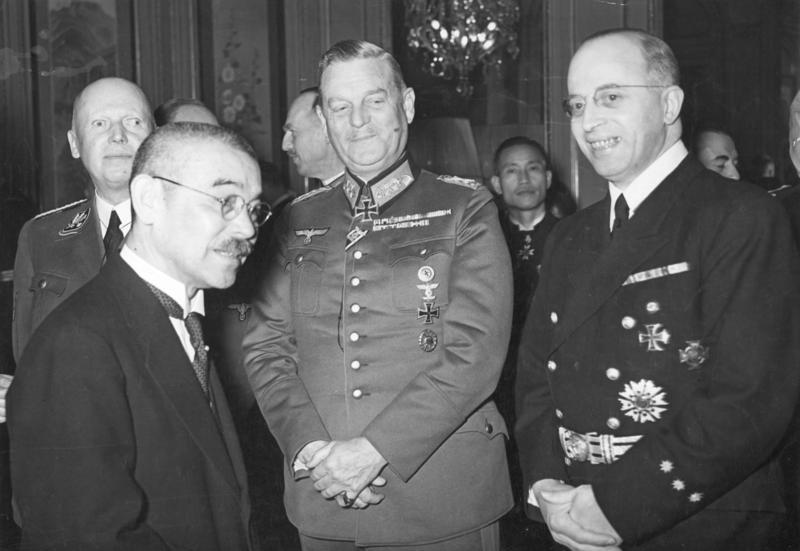
1941年3月28日、ベルリン訪問中の松岡洋右外相（左）とスターマー（右）、ヴィルヘルム・カイテル元帥（中央）、ハンス・ハインリヒ・ラマース首相官房長官（左端）

ハインリヒ・ゲオルク・スターマー（ドイツ語: Heinrich Georg Stahmer、1892年5月3日 - 1978年6月13日）は、ドイツの外交官。大戦中の駐日ドイツ大使を務めた。シュターマーとも表記。

## 生涯

### 外務省入省
1892年にドイツ帝国のハンブルクで生まれる。第一次世界大戦の従軍で1915年に鉄十字勲章を受章。大戦終結後の1919年から1920年にかけて南アメリカに研修に行く。

### 「リッベントロップ事務所」
ナチ党の権力掌握後の1934年、軍縮問題全権代表ヨアヒム・フォン・リッベントロップが国家社会主義ドイツ労働者党内の非公式な外交機関として設立した「リッベントロップ事務所」に加わった。1936年の日独防共協定締結に関わる。
1938年からは外相となったリッベントロップの側近としてドイツの外交官となった・1938年にはチェコにおけるリヒテンシュタイン家の財産を保護したことでリヒテンシュタイン公国功労勲章の司令官章を受けている。アンシュルスの後にはリヒテンシュタイン併合に反対する進言を行っており、1939年にリヒテンシュタインにおける世襲のシュターマー男爵、そして一代貴族としてのジルム伯爵に叙せられている。
日独伊三国同盟の交渉にも関わり、1940年8月13日にはベルリンの日本大使館に正式な同盟締結に向けた交渉を通達。9月7日にリッベントロップの指揮の元で特派公使として来日し、オイゲン・オット駐日大使とともに親ドイツ派として知られた松岡洋右外相との交渉にあたった。

### 駐南京国民政府特命全権大使
日独伊三国同盟の締結交渉などにおける貢献がドイツ外務省の内外で認められ、1941年10月にリッベントロップより親日国の駐南京国民政府特命全権大使に栄転し、日本を離れた。

### 駐日特命全権大使
しかしその後1943年2月に、前月にゾルゲ事件の首謀者のリヒャルト・ゾルゲとの親しい関係を問われて解任されたオットに代わる駐日特命全権大使に就任する。以後、ドイツの敗戦まで駐日大使を務めたものの、大使館付警察武官兼SD代表のヨーゼフ・マイジンガーによる在日ドイツ人に対する思想取り締まりなどに理解を示したことなどから、在日ドイツ人のみならず旧大使館員からも反感を買った。
1944年夏以降に東京への連合国軍機の空襲の可能性が出てきたことにより、駐日ドイツ大使館は一部の通信班を残して河口湖畔の富士ビューホテルとと世田谷区成城に、スターマーは箱根宮ノ下の富士屋ホテルに分離疎開した。
1945年5月には、アドルフ・ヒトラーの自殺を受けてスターマーは駐日ドイツ大使館において、恐らく世界中にあるドイツの公的機関として唯一の追悼式を行ってヒトラーの死を悼んだ。しかし日本の首相や外相の参列はなく、外務省の儀典課長のみが式典に参列した。

### 大使地位喪失と逮捕
5月8日のドイツ降伏とその後の連合国軍によるドイツ占領、つまりドイツ国政府及び国家の消滅後も駐日ドイツ大使として振る舞っていたが、5月25日の東京大空襲で大使館が焼失した。
さらにドイツ降伏から1か月後の6月8日に、日本政府は「ドイツ政府がもはや存在しない」としてドイツ大使館並びにドイツ領事館の職務執行停止を正式に通告したことで、駐日ドイツ大使及び外交官としての地位を喪失した。なおこの際に日本政府は「独逸国大使」のスターマー宛に、5月に焼失した旧ドイツ大使館の跡地を外務省の管理下に移すことを通知している。
これにより外交特権も正式に剥奪されたものの、その後も大使然として旧大使館員や在日ドイツ人に対し命令を下していた上に、マイジンガーによる在日ドイツ人の思想取り締まりなどを放置していたため、6月11日にはマイジンガーら一部を除く旧ドイツ大使館員一同により解任勧告と以降の命令無視を通告された。
同年8月に日本の敗戦を受けて、9月にはマイジンガーら数名の旧ナチス党東京支部幹部らとともにアメリカ軍によって逮捕され、巣鴨プリズンへ送られた。1947年6月17日には証人として極東国際軍事裁判に出廷している。同年9月にドイツへ送還され、1948年9月に釈放される。

### その後
その後はリヒテンシュタインに移住し、スイスの武器メーカーに務めた。1978年にファドゥーツで死去。

## 栄典
外国勲章
- 1943年（民国32年）3月30日  -  中華民国（汪兆銘政権）：特級同光勲章[13]